# Xylorhiza adusta
Xylorhiza adusta är en skalbaggsart som först beskrevs av Christian Rudolph Wilhelm Wiedemann 1819.  Xylorhiza adusta ingår i släktet Xylorhiza och familjen långhorningar.
Artens utbredningsområde är:
- Laos.
- Burma.
- Nepal.
- Filippinerna.
- Sri Lanka.
- Taiwan.

Inga underarter finns listade i Catalogue of Life.

## Bildgalleri

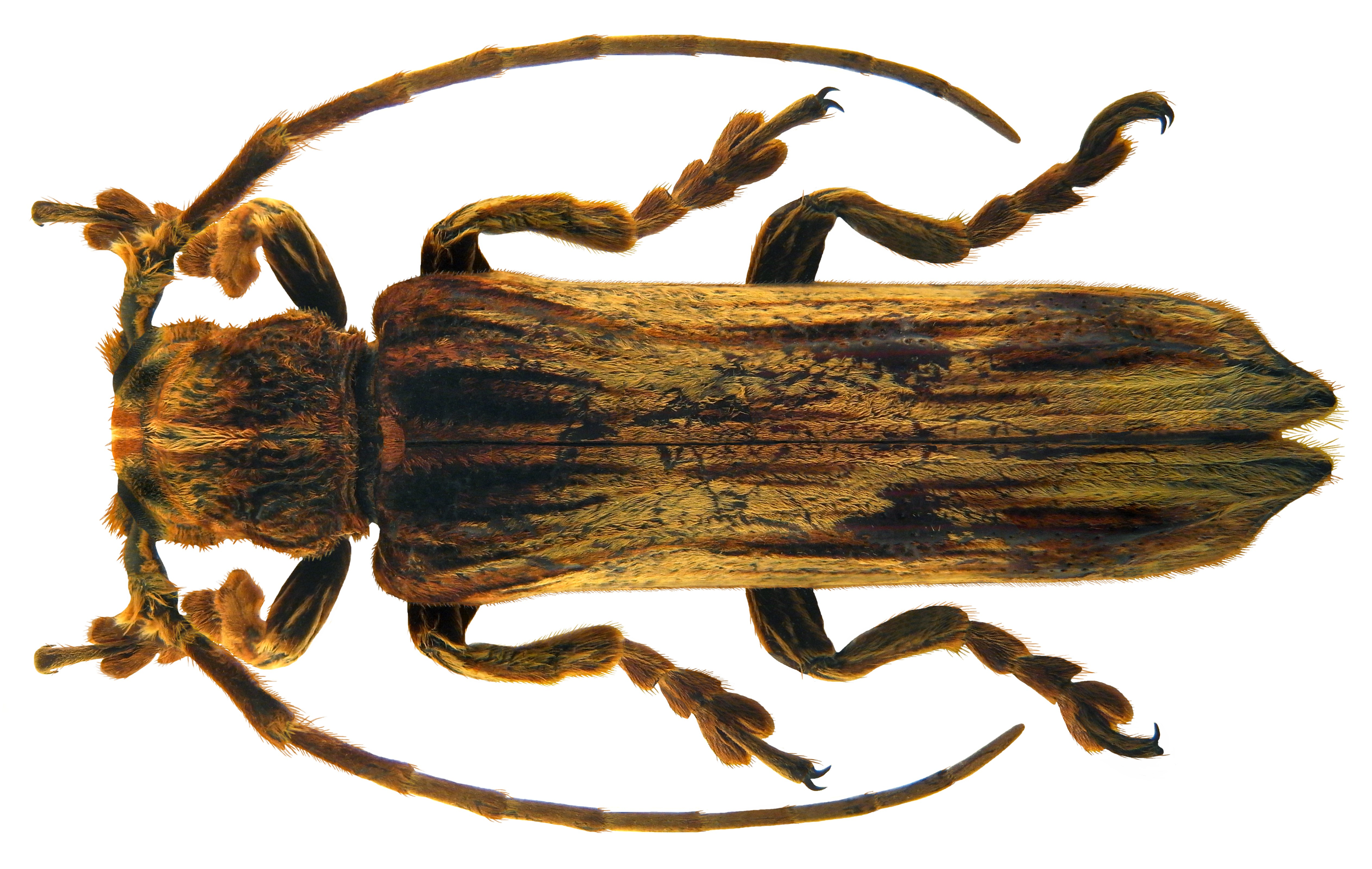